# 川見堂
川見堂（かわみどう）は、徳島県美馬郡つるぎ町貞光字川見にある近世の仏堂。端四国八十八箇所霊場二十四番札所。

## 概要
天保9年以前に創建されていたとみられるが、詳細は不明。本尊は釈迦如来。

## 川見の踊り念仏
毎年8月14日夜に川見堂堂内で行われる行事。歴史的には一遍（時宗の開祖、1239年～1289年）によって広まったと言われている。徳島県無形民俗文化財に昭和56年5月6日指定された。

### その他
- 徳島人　四月号、142ページ～　すえドンの端四国八十八ヶ所に掲載されている。